# Stephen Spender
Stephen Spender (Londra, 28 febbraio 1909 – Londra, 16 luglio 1995) è stato un poeta e saggista inglese.
Condivise per un certo periodo le posizioni ideologiche e culturali di Auden e di Day Lewis; durante la guerra civile si recò in Spagna ove lavorò a favore della causa repubblicana.
Con la raccolta Poems (Poesie; del 1933) acquistò una posizione di primo piano nel panorama della poesia inglese contemporanea e nella corrente di rinnovamento del linguaggio poetico fiorita nel decennio 1930-1940. Dalla iniziale tematica politica e sociale, cui si mescolavano motivi di individualismo anarchico, Spender si è poi rivolto verso temi di più intima riflessione che trovano riscontro in toni di pacata meditazione.
Ha diretto la rivista Encounter (Incontro) dal 1953 al 1967.
Nell'estate del 1956 soggiornò per oltre due mesi a Portofino dove ebbe per guida, nei carrugi del Borgo e per le creuze (i caratteristici sentieri liguri delle coste scoscese), lo scrittore Salvator Gotta grande amante di Portofino e delle terre liguri. È lo stesso Salvator Gotta che racconta questa amichevole frequentazione in un elzeviro uscito sulla terza pagina del giornale Il Tirreno di Livorno del 16 settembre del 1956.

## Opere
- The Trial of a Judge - Processo ad un giudice; dramma in versi del 1938.
- The Still Centre - Il centro immobile; dramma in versi del 1939, ispirato alla guerra di Spagna.
- Ruins and Visions - Rovine e visioni; dramma del 1941.
- Poetry Since 1939 - opera di critica del 1949
- Selected Poems - Poesie scelte; del 1954.
- A World Within World - Un mondo nel mondo; racconto autobiografico (1951), Barbes editore.
- The Destructive Element - L'elemento distruttore; opera di critica del 1935.
- The Making of a Poem - La creazione di una poesia; saggio del 1955.
- The Struggle of the Modern - La lotta del moderno, del 1963.
- The Generous Days - I giorni dell'abbondanza, del 1969.
- Engaged in writing  - Gli intellettuali; romanzo del 1958.